# Henry Dodge
Henry Dodge (Vincennes, 12 ottobre 1782 – Burlington, 19 giugno 1867) è stato un politico e militare statunitense. Fu il primo governatore del territorio del Wisconsin dal 1836 al 1841. In seguito ricoprì di nuovo il ruolo dal 1845 al 1848.  Suo figlio era Augustus C. Dodge insieme al quale prestò servizio nel Senato degli Stati Uniti; questa fu la prima, e finora unica, volta in cui una coppia padre-figlio ha servito contemporaneamente al Senato degli Stati Uniti.  Henry Dodge era il fratellastro di Lewis F. Linn. James Clarke, governatore del territorio dello Iowa, era il genero di Henry Dodge.

## Biografia
Henry Dodge era il figlio di Israel Dodge e Nancy Hunter Dodge. Israel era del Connecticut e veterano di guerra che aveva anche partecipato alla battaglia di Brandywine.  La famiglia di Nancy si era spostata verso ovest e si era stabilita nel Kentucky, e per un periodo la famiglia Hunter fece parte della colonia la cui popolazione fu reclutata per sostenere la guarnigione alla confluenza del fiume Ohio e del fiume Mississippi, noto come Fort Jefferson. Henry Dodge è nato a Vincennes (allora sotto la giurisdizione della Virginia) quando Nancy si è fermata lì per visitare Israel (di turno a Vincennes) mentre andava da Kaskaskia a Louisville. Henry fu il primo figlio in quello che ora è l'Indiana, nato da genitori delle colonie, mentre gli altri residenti di Vincennes erano di origine indiana o franco canadese.
Dodge fu allevato in Kentucky. Nel 1788 Israele abbandonò la famiglia e Henry fu cresciuto da sua madre. Nancy si risposò in seguito, ed ebbe un figlio, Lewis, che divenne lui stesso un funzionario eletto. All'età di quattordici anni Dodge si trasferì nel Missouri per vivere con suo padre. Nel 1800 sposò Christiana McDonald.
Nel 1805 Dodge fu nominato vice sceriffo. Nel 1806 Dodge fu reclutato da Aaron Burr per partecipare al tentativo di Burr di creare un nuovo paese nel sud-ovest, un incidente noto come la cospirazione di Burr. Tuttavia, quando appresero che Thomas Jefferson l'aveva ritenuto un atto di tradimento, immediatamente abbandonarono il tentativo. Dodge fu comunque incriminato come partecipante alla cospirazione, ma le accuse furono ritirate.
Nel 1806 Dodge fu nominato tenente della milizia. Nel 1813 fu nominato maresciallo degli Stati Uniti, nonché sceriffo della Contea di Ste. Geneviève.
Nella guerra del 1812, Dodge si arruolò come capitano nei volontari statali del Missouri. Faceva parte di una compagnia di miliziani a cavallo. Terminò la guerra come generale maggiore della milizia del Missouri. Tra gli atti di guerra da lui compiuti, vi fu quello in cui riuscì a salvare circa 150 indiani di Miami da un massacro dopo la loro incursione nell'insediamento di Lone di Boone nell'estate del 1814.
Dodge emigrò poi con la sua numerosa famiglia e gli schiavi ereditati da suo padre nel Distretto Minerario degli Stati Uniti all'inizio del luglio 1827. Svolse il ruolo di comandante di milizia durante la guerra di Winnebago di quell'anno. Contribuì alla fondazione di Dodgeville, conosciuta allora come "Dodge's Camp". Nel 1830 si spostò diverse miglia a sud in un'area boschiva conosciuta ancora come "Dodge's Grove". Qui inizio a costruire quella che sarebbe diventata una grande casa a due piani per la sua famiglia, per diversi anni in continua espansione.
Dodge salì alla ribalta durante la Guerra di Falco Nero del 1832. Come colonnello della Milizia del Territorio del Michigan occidentale, Dodge mise insieme in breve tempo una grande milizia. Più di quindici forti, case fortificate e fortini sorsero quasi da un giorno all'altro. Da questi forti, Dodge e i volontari a cavallo, con quattro compagnie di milizie territoriali e uno di ranger dell'Illinois, scesero in campo come "Michigan Mounted Volunteers". Dodge e i suoi uomini parteciparono alle battaglie di Horseshoe Bend, Wisconsin Heights e Bad Axe. Nel giugno del 1832 accettò il ruolo di Maggiore del Battalion of Mounted Rangers, su commissione di un atto del Congresso.
Questo ruolo durò un anno, e poi, nel 1833, la milizia fu sostituita dal Regiment of Dragoons per il quale Dodge operò anche da colonnello; uno dei suoi capitani era Nathan Boone, il figlio minore di Daniel Boone. Il Regiment of Dragoons fu la prima unità dell'esercito regolare nella storia dell'esercito degli Stati Uniti.
Nell'estate del 1834, il colonnello Dodge si impegnò nella sua prima spedizione (First Dragoon Expedition, 1834) e ottenne contatti di successo con i Comanche. Nota è anche la sua missione di pace del 1835 commissionata dal presidente Andrew Jackson che aveva voluto i Dragoons al suo fianco per l'occasione.
Dodge fu il primo governatore territoriale del territorio del Wisconsin dal 1836 al 1841 e ancora dal 1845 al 1848, un'area che comprendeva (prima del 4 luglio 1838, quando l'Iowa divenne un territorio) quelli che divennero gli stati di Wisconsin, Iowa e Minnesota. Tra i suoi due mandati come governatore, Dodge fu eletto come delegato democratico senza diritto di voto per il ventisettesimo e ventottesimo Congresso (4 marzo 1841 - 3 marzo 1845) che rappresentava il distretto congressuale del Territorio del Wisconsin.
Declinò la possibilità di proporsi come presidente degli Stati Uniti alla convention nazionale democratica del 1844. Era fedele a Martin Van Buren ed entrambi si opponevano all'annessione del Texas. Nonostante i loro sforzi, James K. Polk , il democratico che favorì l'annessione, divenne presidente.
Dopo che il Wisconsin fu ammesso all'Unione, Dodge fu eletto uno dei primi due senatori del nuovo Stato carica che ricoprì per due mandati. Rifiutò poi la nomina a Governatore territoriale di Washington propostagli da Franklin Pierce nel 1857. Dodge morì nel 1867 a Burlington, Iowa. È Fu sepolto nell'Aspen Grove Cemetery a Burlington.